# Римья
 Римья — деревня в Усть-Вымском районе Республики Коми в составе городского поселения  Жешарт. 

## География
Расположена на правом берегу Вычегды на расстоянии примерно 32 км по прямой от районного центра села Айкино на юго-запад.  

## История
Деревня известна с 1646 года.

## Население
Постоянное население  составляло 43 человека (коми 81%) в 2002 году, 15 в 2010 .